# Żeglarstwo na Letnich Igrzyskach Olimpijskich 1900 – 2–3 t (wyścig I)
Klasa 2 t – 3 t (wyścig I) był jednym z wyścigów żeglarskich rozgrywanych podczas II Letnich Igrzysk Olimpijskich w Paryżu. Zawody odbyły się w dniu 22 maja 1900 r. 
W klasie 2 – 3 t rozegrano dwa wyścigi olimpijskie, w każdym z nich przyznano osobne medale olimpijskie.
W zawodach wzięło udział cztery jachty z dwóch krajów. Niestety nie są znane pełne składy ekip.

## Wyniki
| Pozycja | Sternik (Państwo)   | Załoga                                | Nazwa jachtu | Waga | Czas rzeczywisty | Handicap | Czas    | Nagroda (FF) |
| ------- | ------------------- | ------------------------------------- | ------------ | ---- | ---------------- | -------- | ------- | ------------ |
|         | E. William Exshaw   | Frédéric Blanchy Jacques Le Lavasseur | Ollé         | 2.1  | 1:47:48          | 29:42    | 2:17:30 | 1800         |
|         | Susse               | Doucet Godinet Mialaret               | Favorite     | 3.0  | 1:46:16          | 33:47    | 2:20:03 | 1000         |
|         | Ferdinand Schlatter | De Cottignon Emile Jean-Fontaine      | Gwendoline   | 3.0  | 1:51:01          | 33:47    | 2:24:48 | 700          |
| 4       | Auguste Donny       | b.d                                   | Mignon       | 2.09 | 1:54:11          | 33:20    | 2:26:31 | 400          |